# Myrmeciza
Myrmeciza là một chi chim trong họ Thamnophilidae.